# Miriam Opresnik
Miriam Opresnik (* 14. Juli 1974 in Kamp-Lintfort) ist eine deutsche Journalistin.

## Leben
Opresnik studierte an der Universität Hamburg Sport, Deutsch und Pädagogik. Nach dem Studium volontierte sie in Hamburg bei den Harburger Anzeigen und Nachrichten. Im Anschluss arbeitete sie zunächst als freie Mitarbeiterin bei den Harburger Anzeigen und Nachrichten und dem Hamburger Abendblatt. Seit 2005 ist sie beim Hamburger Abendblatt in verschiedenen Positionen, zuletzt als Chefreporterin (Wirtschaft), tätig.
Opresnik ist die Schwester des Wirtschaftswissenschaftlers und Buchautors Marc Oliver Opresnik.

## Auszeichnungen
- 2006: Richard-von-Weizsäcker-Journalistenpreis für den Artikel Kein Mensch soll alleine sterben müssen
- 2008: Theodor-Wolff-Preis in der Kategorie Lokales für den Artikel Hauptschule und Migrant - und welche Chancen hast du dann? im Hamburger Abendblatt
- 2009: EU-Journalistenpreis „Für Vielfalt. Gegen Diskriminierung.“[1]
- 2015: Ernst-Schneider-Preis für die Reportage „Helden des Handelns“ im Hamburger Abendblatt.[2]
- 2016: Herbert Quandt Medien-Preis für die Reportage „Mein erster Laden“ im Hamburger Abendblatt[3]
- 2016: Helmut Schmidt Journalistenpreis für die Reportage „Mein erster Laden“ im Hamburger Abendblatt[3]
- 2016: Friedrich-Vogel-Preis für die Reportage „Mein erster Laden“ im Hamburger Abendblatt[4]
- 2017: Ernst-Schneider-Preis in der Kategorie „Print“ für die Reportage „Mein erster Laden“ im Hamburger Abendblatt[5]
- 2017: UmweltMedienpreis in der Kategorie „Print“ für die Artikelserie „Ich werde grün“[6]
- 2019: Ernst-Schneider-Preis in der Kategorie „Wirtschaft in regionalen Printmedien“ für „Arbeiten im Alter“, Hamburger Abendblatt[7]
- 2022: Willi-Bleicher-Preis in der Kategorie „Print/Online“ für „Internationale Pflegekräfte – Die Pflege unserer Kranken ist ihr neues Leben“, Hamburger Abendblatt, Regionalausgabe Norderstedt[8]